# 北達科他州俾斯麥聖殿
北達科他俾斯麥聖殿（Bismarck North Dakota Temple）是耶穌基督後期聖徒教會的第61座聖殿。北達科他俾斯麥聖殿服務這一地區的大約9,000人耶穌基督後期聖徒教會的信徒，面積1.6英畝（0.65公頃）。聖殿奉獻於1999年9月19日。

## 外部連結
- 维基共享资源上的相關多媒體資源：北達科他州俾斯麥聖殿
- Official Bismarck North Dakota Temple page（页面存档备份，存于）
- Bismarck North Dakota Temple page